# Allativ
Allativ (zkratka ALL, z lat. allāt-, afferre „přinášet“) je lokální mluvnický pád. Vztahuje se k místu, přesněji směru. V češtině mu odpovídá předložka „k“ nebo „na“. Vyskytuje se v litevštině a lotyštině a některých ugrofinských jazycích, jako např. maďarština, finština nebo estonština.

## Ugrofinské jazyky
Ve finštině se allativ tvoří koncovkou -lle. Používá se u:
- Příslovečné určení místa:

Menen pöydälle. – Jdu ke stolu.
- Funkce dativu (ten finština nemá), tedy odpověď na otázku Komu? Čemu?:

Sano minulle. – Řekni mi.
- Probíhající děj:

Hän lähti kalalle. – Odešel na ryby.
- Dojem (dá se ale také použít ablativ):

Tunnun hyvälle. – Cítím se dobře.
V estonštině se allativ používá stejně jako ve finštině, jeho koncovka je však -le. V maďarštině se tvoří pomocí koncovek -hoz/-hez/-höz, jeho používání se ale od baltofinských jazyků liší.